# Relaciones Estados Unidos-Irak

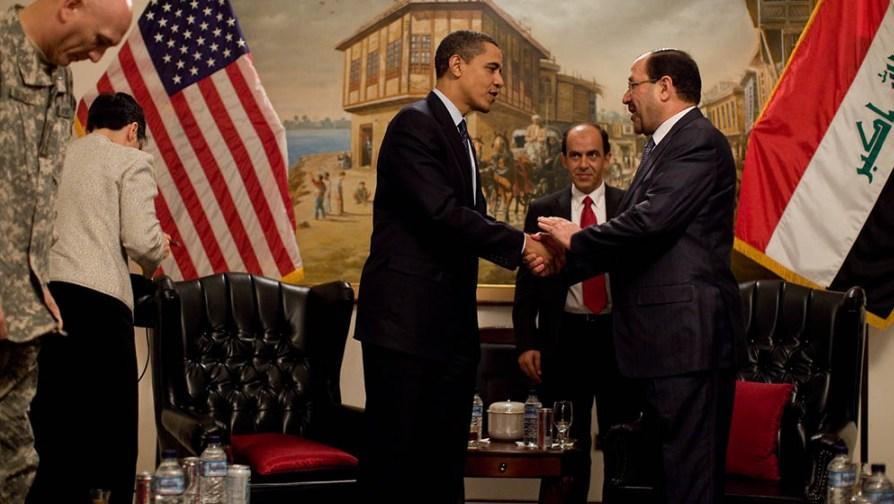
El presidente de los Estados Unidos Barack Obama con el primer ministro iraquí Nuri al Maliki.

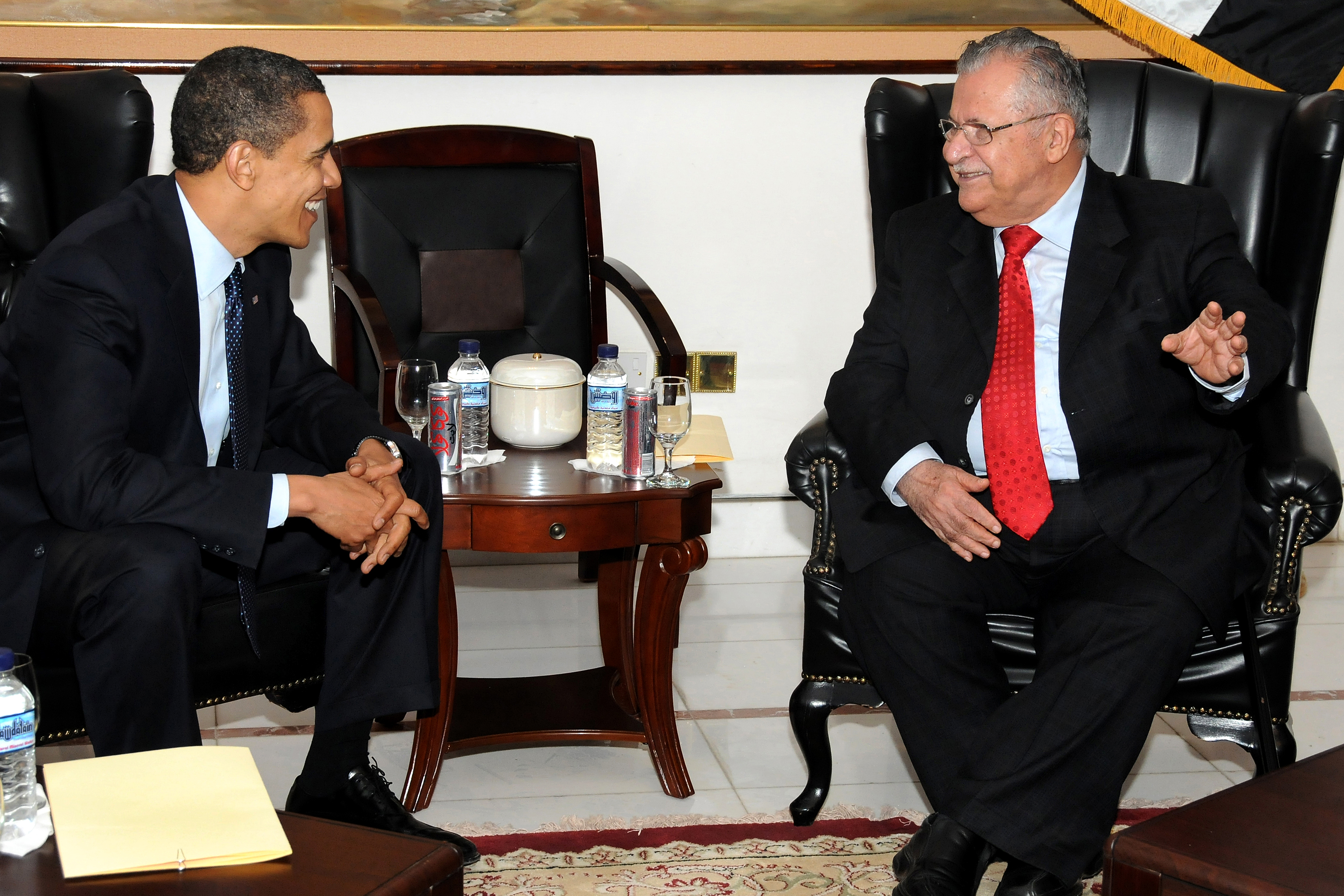
El presidente de los Estados Unidos, Barack Obama, habla con Presidente de Irak Jalal Talabani en 2009.

Las relaciones Estados Unidos-Irak son las relaciones diplomáticas entre Estados Unidos e Irak. Las relaciones diplomáticas entre Irak y Estados Unidos comenzaron cuando EE. UU. Reconoció por primera vez a Irak el 9 de enero de 1930, con la firma de la Convención Angloamericana-Iraquí en Londres por Charles G Dawes, Embajador de los Estados Unidos en Reino Unido. Hoy, los Estados Unidos y la República de Irak se consideran socios estratégicos, dada la participación política y militar de los Estados Unidos después de la invasión de Irak y la relación mutua y arraigada que siguió. Los Estados Unidos proporcionan a las fuerzas de seguridad iraquíes millones de dólares de ayuda militar y entrenamiento anualmente.

## Historia

### Imperio otomano
La interacción comercial de Estados Unidos con el Imperio Otomano (que incluía el área que luego se hizo moderna Irak) comenzó a fines del siglo XVIII. En 1831, el Encargado de Negocios David Porter se convirtió en el primer diplomático estadounidense en el Imperio Otomano, en la ciudad capital de Constantinopla. Con la disolución del Imperio Otomano después de la Primera Guerra Mundial, los Estados Unidos apoyaron la administración de Irak de Gran Bretaña como un mandato, pero insistieron en que se preparara para la independencia, en lugar de seguir siendo una colonia.

### EE.UU. reconoce a Irak
Los EE. UU. Reconocieron a Irak el 9 de enero de 1930, cuando Charles G. Dawes, Embajador de los EE. UU. en Reino Unido, firmó la Convención anglo-estadounidense-iraquí en Londres. Según el preámbulo de la convención, "los Estados Unidos de América reconocen a Irak como un Estado independiente". En este tratado, los EE. UU. también reconocieron que existían "relaciones especiales" entre los EE. UU. e Irak porque este último era un mandato bajo la protección británica según el Tratado de Versalles. En 1932, Irak terminó su mandato. Las relaciones diplomáticas y la Legación estadounidense en Irak se establecieron el 30 de marzo de 1931, cuando Alexander K. Sloan (que entonces se desempeñaba como cónsul en Irak) fue nombrado Encargado de Negocios de la Legación Americana en Bagdad. Los Estados Unidos mejoraron su representación diplomática en Irak de una Legación a una Embajada el 28 de diciembre de 1946.

### Unión Árabe
El 28 de mayo de 1958, los Estados Unidos reconocieron la Unión Árabe que se formó entre Irak y el Hachemita Reino de Jordania. El reconocimiento de Estados Unidos del nuevo estado fue otorgado en un intercambio de notas entre la Embajada de Estados Unidos en Bagdad y el [Ministerio de Relaciones Exteriores] de la Unión Árabe. Al anunciar el reconocimiento de los EE. UU., el Departamento de Estado de los Estados Unidos señaló que la constitución de la Unión Árabe estipulaba que "los asuntos externos se mantendrán como están actualmente" con los dos Reinos que se unieron para formar el nuevo estado En consecuencia, no se establecieron relaciones diplomáticas formales entre los EE. UU. y la Unión Árabe, y las relaciones diplomáticas continuaron sin interrupciones entre los EE. UU. e Irak, y los EE. UU. y Jordania.

### Relaciones con el gobierno de Qasim, 1958–1963.
Las relaciones entre los EE. UU. e Irak se volvieron tensas después del derrocamiento de la monarquía iraquí el 14 de julio de 1958, que dio lugar a la declaración de un gobierno republicano dirigido por el brigadier Abd al-Karim Qasim. Preocupado por la influencia de Partido Comunista Iraquí (ICP) miembros en la administración de Qasim, y con la esperanza de evitar al "Partido Baaz Árabe Socialista o Comunista explotación de la situación, "El presidente Dwight D. Eisenhower estableció un Comité Especial sobre Irak (SCI) en abril de 1959 para monitorear los eventos y proponer varias contingencias para prevenir una toma comunista del país. Qasim tomó numerosas medidas represivas contra los comunistas a lo largo de 1960, y esto, combinado con la creencia del gobierno [de [John F. Kennedy]] de que Irak no era importante para la Guerra Fría más amplia, dio como resultado el desestablecimiento de LIC dentro de Días de la inauguración de Kennedy como presidente. Sin embargo, los eventos posteriores devolverían a Irak a la atención de los funcionarios estadounidenses.
El 25 de junio de 1961, Qasim movilizó tropas a lo largo de la frontera entre Irak y Kuwait, declarando a esta última nación "una parte indivisible de Irak" y causando una "Crisis de Kuwait de corta duración". El Reino Unido, que acababa de otorgar la independencia de Kuwait el 19 de junio y cuya economía dependía en gran medida de los suministros de petróleo de Kuwait, respondió el 1 de julio enviando 5,000 tropas al país para disuadir cualquier invasión iraquí. Al mismo tiempo, Kennedy envió brevemente un grupo de trabajo de la Marina de los EE. UU. A Baréin, y el Reino Unido (a instancias de la administración de Kennedy) llevó la disputa a Consejo de Seguridad de las Naciones Unidas, donde la resolución propuesta era el poder de veto del Consejo de Seguridad de las Naciones Unidas por la Unión Soviética. La situación finalmente se resolvió en octubre, cuando las tropas británicas se retiraron y fueron reemplazadas por una fuerza de 4.000 Liga Árabe. La respuesta inicialmente "de bajo perfil" de la administración Kennedy al enfrentamiento fue motivada por el deseo de proyectar una imagen de los Estados Unidos como "una potencia progresista anticolonial que trata de trabajar productivamente con nacionalismo árabe", así como la preferencia de los funcionarios de EE. UU. de diferir al Reino Unido en temas relacionados con el Golfo Pérsico.
Tras el regreso de 1958 del líder kurdo Mustafa Barzani a Irak desde el exilio en la Unión Soviética, Qasim había prometido permitir el gobierno autónomo en la región kurda del norte de Irak, pero en 1961 Qasim había logrado No hay avances hacia el logro de este objetivo. En julio de 1961, después de meses de violencia entre tribus kurdas enfrentadas, Barzani regresó al norte de Irak y comenzó a recuperar el territorio de sus rivales kurdos. Aunque el gobierno de Qasim no respondió a la escalada de violencia, el Partido Democrático Kurdo envió a Qasim una lista de demandas en agosto, que incluía la retirada de las tropas del gobierno iraquí del territorio kurdo y una mayor libertad política. Para el mes siguiente, los funcionarios de Estados Unidos en Irán e Irak predijeron que la guerra era inminente. Ante la pérdida del norte de Irak luego de que los no-Barzani kurdos tomaron el control de una carretera clave que lleva a la frontera iraní a principios de septiembre y emboscaron y masacraron a las tropas iraquíes el 10 y el 12 de septiembre, Qasim finalmente ordenó el bombardeo sistemático de Pueblos kurdos el 14 de septiembre, lo que hizo que Barzani se uniera a la rebelión el 19 de septiembre. Como parte de una estrategia ideada por Alexander Shelepin en julio de 1961 para distraer a los EE. UU. y sus aliados de la postura agresiva en Berlín de la Unión Soviética, el KGB revivió su Las conexiones con Barzani lo alentaron a rebelarse, aunque Barzani no tenía la intención de actuar como su representante. En marzo de 1962, las fuerzas de Barzani tenían un control firme sobre el Kurdistán iraquí, aunque Barzani se abstuvo de tomar las principales ciudades por temor a que el gobierno iraquí lanzara represalias contra los civiles. Los Estados Unidos rechazaron las solicitudes kurdas de asistencia, pero Qasim, sin embargo, reprendió a los kurdos como "secuaces estadounidenses" mientras absolvía a los soviéticos de cualquier responsabilidad por los disturbios.
En diciembre de 1961, el gobierno de Qasim aprobó la Ley Pública 80, que restringía la propiedad concesionaria de propiedad británica y estadounidense Iraq Petroleum Company (IPC) a aquellas áreas en las que el petróleo estaba En realidad se está produciendo, efectivamente expropiando el 99.5% de la concesión de IPC. Los funcionarios estadounidenses se alarmaron por la expropiación, así como por el reciente veto soviético de una resolución de la ONU patrocinada por los egipcios que solicita la admisión de Kuwait como un estado miembro de la ONU, que creían estar conectado. El asesor principal Consejo de Seguridad Nacional (NSC) Robert Komer se preocupó de que si el IPC cesaba la producción en respuesta, Qasim podría "agarrar a Kuwait" (logrando así un "dominio" en Medio Oriente Producción de petróleo) o "tirarse a las armas rusas". Al mismo tiempo, Komer tomó nota de los rumores generalizados de que un golpe de Estado nacionalista contra Qasim podría ser inminente, y tenía el potencial de "devolver a Irak a una quilla más neutral". Siguiendo el consejo de Komer, el 30 de diciembre Kennedy Asesor de Seguridad Nacional McGeorge Bundy envió al Presidente un cable del embajador de los EE. UU. En Irak, John Jernegan, que argumentaba que EE. UU. "en grave peligro [de] ser llevado a [una] situación costosa y políticamente desastrosa en Kuwait". Bundy también solicitó el permiso de Kennedy para "presionar al Departamento de Estado de Estados Unidos" a que considere medidas para resolver la situación con Irak, y agregó que la cooperación con los británicos era deseable "si es posible, pero nuestros propios intereses, el petróleo y otros aspectos. , están muy directamente involucrados".
En abril de 1962, el Departamento de Estado emitió nuevas directrices sobre Irak que pretendían aumentar la influencia estadounidense en el país. Casi al mismo tiempo, Kennedy instruyó a la Agencia Central de Inteligencia (CIA), bajo la dirección de Archie Roosevelt, Jr., para comenzar los preparativos para un golpe militar contra Qasim. El 2 de junio, el ministro de Relaciones Exteriores iraquí Hashem Jawad ordenó a Jernegan abandonar el país, indicando que Irak también retiraría a su embajador de Washington en represalia por los EE. UU. aceptar las credenciales de un nuevo embajador kuwaití el 1 de junio, que Irak había advertido repetidamente, daría lugar a una degradación de las relaciones diplomáticas. A pesar de las advertencias iraquíes, los altos funcionarios estadounidenses se sorprendieron por la rebaja; Kennedy no había sido informado de las posibles consecuencias de aceptar al embajador kuwaití. A fines de 1962, una serie de grandes derrotas a manos de los rebeldes kurdos habían dañado gravemente la moral del ejército iraquí y el apoyo popular de Qasim. Desde septiembre de 1962 hasta febrero de 1963, Qasim culpó repetidamente a las "actividades criminales" de los EE. UU. Por los éxitos en el campo de batalla de los kurdos, pero el Departamento de Estado rechazó las solicitudes del Encargado de Negocios de los EE. UU. En Bagdad, Roy Melbourne, para responder públicamente a las preguntas de Qasim. alegaciones por temor a que hacerlo ponga en peligro la presencia restante de Estados Unidos en Irak. El 5 de febrero de 1963, el Secretario de Estado Dean Rusk informó a la embajada de los EE. UU. en Irak que el Departamento de Estado estaba "considerando cuidadosamente si los intereses de los EE. UU. Serían atendidos [en] este momento particular al abandonar [su] política de evitar Reacción pública a los cargos de Qasim, "con la renuencia que se deriva del deseo de evitar comprometer las" operaciones de recopilación de inteligencia significativas "de la CIA: el 7 de febrero, el secretario ejecutivo del Departamento de Estado, William Brubeck, informó a Bundy que Irak se había convertido en" uno de los lugares más útiles para adquisición de información técnica sobre equipos militares e industriales soviéticos y sobre métodos de operación soviéticos en áreas no alineadas ". La CIA había penetrado anteriormente en un proyecto de alto secreto iraquí-soviético misil tierra-aire. Con el acceso a la inteligencia crucial colgando en la balanza, los funcionarios de los Estados Unidos mostraban "gran renuencia a agravar a Qasim".
Después de alcanzar un acuerdo secreto con Barzani para trabajar juntos contra Qasim en enero, el antiimperialista y anticomunista Partido Ba'ath Iraquí derrocó y ejecutó a Qasim en un golpe violento el 8 de febrero de 1963. Aunque persisten los rumores de que la CIA orquestó el golpe, los documentos desclasificados y el testimonio de ex oficiales de la CIA indican que no hubo participación directa de los Estados Unidos, aunque la CIA estaba buscando activamente un reemplazo adecuado para Qasim dentro del ejército iraquí. y los Estados Unidos habían sido notificados de dos complots abatidos de golpe de Estado Baathista en julio y diciembre de 1962. A pesar de la evidencia de que la CIA había estado siguiendo de cerca la planificación del golpe del Partido Ba'ath desde "al menos 1961", el funcionario de la CIA trabajó con Roosevelt para instigar un golpe militar contra Qasim, y luego se convirtió en el jefe de las operaciones de la CIA en Irak y Siria ha "negado cualquier participación en las acciones del Partido Ba'ath", afirmando en cambio que los esfuerzos de la CIA contra Qasim aún estaban en las etapas de planificación en ese momento. El exdiputado de Qasim Abdul Salam Arif (que no era un Baathista) recibió el título en gran parte ceremonial de Presidente, mientras que el prominente general Ba'athista Ahmed Hassan al-Bakr fue nombrado primer ministro. El líder más poderoso del nuevo gobierno fue el secretario del Partido Baath iraquí, Ali Salih al-Sa'di, que controlaba la Guardia Nacional militante y organizó una masacre de cientos, si no miles, de presuntos comunistas y otros disidentes. En los días posteriores al golpe de Estado. El gobierno de Kennedy vio la perspectiva de un cambio iraquí en la Guerra Fría con un optimismo cauteloso. Sin embargo, a los funcionarios estadounidenses les preocupaba que una renovación del conflicto con los kurdos pudiera amenazar la supervivencia del gobierno iraquí. Mientras Barzani había liberado a 1.500 prisioneros de guerra árabes como un gesto de buena fe, el ministro de Relaciones Exteriores iraquí Talib Shabib dijo a Melbourne el 3 de marzo que el gobierno no estaba dispuesto a considerar ninguna concesión más allá de la autonomía cultural y estaba preparado para utilizar a los kurdos anti-Barzani y las tribus árabes. en el norte de Irak para cooptar a los métodos guerrilleros de los kurdos. El 4 de mayo, Melbourne emitió un mensaje advirtiendo a Shabib de los "serios temores de la tendencia de los acontecimientos" del gobierno de los Estados Unidos e instando a los funcionarios iraquíes a que realicen "serias contrapropuestas". Sin embargo, el 22 de mayo, al-Bakr le dijo sin rodeos a Melbourne que "no podía permitir que este desafío kurdo a la soberanía iraquí continuara [por] mucho más tiempo". La lucha se reanudó el 10 de junio, cuando el gobierno iraquí, que había acumulado 45.000 soldados en el Kurdistán iraquí, arrestó a miembros de la delegación negociadora kurda y declaró la ley marcial en todo el norte de Irak. Mientras tanto, la Unión Soviética trabajó activamente para socavar al gobierno de Ba'athist, suspendiendo los envíos militares a Irak en mayo, convenciendo a su aliado la República Popular Mongolia para patrocinar los cargos de genocidio contra Irak en la Asamblea General de la ONU de julio a septiembre, y patrocinando una fallido intento de golpe de Estado comunista el 3 de julio. La administración Kennedy respondió instando a los aliados árabes de los Estados Unidos a oponerse al cargo de genocidio en la ONU y aprobando un acuerdo de armas por $ 55 millones para Irak. Además, "Weldon C. Mathews ha establecido meticulosamente que los líderes de la Guardia Nacional que participaron en abusos contra los derechos humanos fueron entrenados en los Estados Unidos como parte de un programa policial dirigido por la Administración de Cooperación Internacional y la Agencia para el Desarrollo Internacional ". Porque, en palabras del funcionario del Departamento de Estado James España, la "política de los árabes nacionalistas que dominan el gobierno de Bagdad se acerca al genocidio", así como al deseo de eliminar la "Tarjeta kurda" de los soviéticos, la nueva El embajador de Estados Unidos en Irak, Robert C. Strong, informó a al-Bakr de una propuesta de paz de Barzani entregada al cónsul de los Estados Unidos en Tabriz (y ofreció transmitir una respuesta) el 25 de agosto. El alto el fuego iniciado hubiera permitido al gobierno reclamar la victoria, al-Bakr "expresó asombro" por los contactos estadounidenses con los kurdos, preguntando por qué el mensaje no se había transmitido a través de los soviéticos.
El gobierno baathista se derrumbó en noviembre de 1963 sobre la cuestión de la unificación con Siria donde una rama diferente del Ba El Partido Ath tomó el poder en marzo y el comportamiento extremista e incontrolable de la Guardia Nacional de al-Sa'di. El presidente Arif, con el apoyo abrumador de los militares iraquíes, eliminó a los baathistas del gobierno y ordenó que la Guardia Nacional se retirara; aunque al-Bakr había conspirado con Arif para destituir a al-Sa'di, el 5 de enero de 1964, Arif sacó a al-Bakr de su nuevo cargo como Vicepresidente, temeroso de permitir que los Ba ' Partido para mantener un punto de apoyo dentro de su gobierno. El 21 de noviembre de 1963, el gobierno de Kennedy determinó que debido a que Arif seguía siendo el jefe de Estado iraquí, las relaciones diplomáticas con Irak continuarían sin impedimentos.

### Administración de Lyndon Johnson
Bajo las Presidencias de Arif y, especialmente, su hermano Abdul Rahman Arif, los EE. UU. E Irak desarrollaron vínculos más estrechos que en ningún otro momento desde la revolución de 1958. La administración Lyndon B. Johnson percibió favorablemente la propuesta de Arif de revertir parcialmente la nacionalización de la tenencia concesionaria del IPC por parte de Qasim en julio de 1965 (aunque la renuncia de seis miembros del gabinete y la desaprobación generalizada entre el público iraquí lo obligaron a abandonar este plan), así como el cargo de abogado prooccidental Abdul Rahman al-Bazzaz como primer ministro; Bazzaz intentó implementar un acuerdo de paz con los kurdos luego de una decisiva victoria kurda en la batalla de Mount Handren en mayo de 1966. Abdul Rahman Arif (en lo sucesivo denominado "Arif") fue considerado como "una de las pocas fuerzas de moderación" en Irak, habiendo establecido previamente una amistad con el embajador de los Estados Unidos Robert C. Strong y haciendo varios gestos amistosos para Los Estados Unidos entre abril de 1966 y enero de 1967. A solicitud de Arif, el presidente Johnson se reunió con cinco generales iraquíes y el embajador iraquí Nasir Hani en la Casa Blanca el 25 de enero de 1967, reiterando su "deseo de construir una relación cada vez más estrecha entre los dos gobiernos". Según el Asesor de Seguridad Nacional Johnson, Walt Whitman Rostow, el NSC incluso contemplaba dar la bienvenida a Arif en una visita de estado a los EE. UU., aunque esta propuesta finalmente fue rechazada debido a preocupaciones Sobre la estabilidad de su gobierno. Antes del estallido de la guerra de los Seis Días, el ministro de Relaciones Exteriores iraquí Adnan Pachachi se reunió con varios funcionarios estadounidenses para discutir la escalada de la crisis en el Medio Oriente el 1 de junio, incluido el embajador de Estados Unidos ante la ONU Arthur Goldberg, Subsecretario de Estado para Asuntos Políticos Eugene V. Rostow, Secretario de Estado Dean Rusk, y el mismo presidente Johnson. La atmósfera política engendrada por la costosa derrota árabe llevó a Irak a romper relaciones con los Estados Unidos el 7 de junio y finalmente aseguró el colapso del gobierno relativamente moderado de Arif.
Antes de abandonar Bagdad el 10 de junio de 1967, el embajador de los Estados Unidos, Enoch S. Duncan, entregó las llaves de la embajada de los Estados Unidos al embajador belga Marcel Dupret. Bélgica se convirtió en el poder de protección para los EE. UU. En Bagdad, donde diplomáticos estadounidenses de menor rango permanecieron en el antiguo recinto de la embajada como la Sección de Intereses de la Embajada de Bélgica en los EE. UU. India acordó servir como el poder protector para Irak en Washington. Tras la ruptura de las relaciones diplomáticas, hubo muy pocos contactos entre los funcionarios estadounidenses e iraquíes hasta principios de 1972. En mayo de 1968, la CIA publicó un informe titulado "La Revolución Estancada", afirmando que los radicales en el ejército iraquí representaban una amenaza para el gobierno de Arif, y que "el equilibrio de fuerzas es tal que ningún grupo siente el poder suficiente para tomar medidas decisivas". , "el estancamiento resultante había creado" una situación en la que muchos asuntos políticos y económicos importantes simplemente se ignoran ". En junio, los belgas transmitieron un mensaje del Departamento de Estado de los EE. UU. A los funcionarios iraquíes, ofreciéndoles reanudar las relaciones normales si el Irak accedía a proporcionar una indemnización por los daños a la embajada y al consulado de los EE. UU. Incurridos durante una protesta anterior y cumplía otras condiciones, incluido el fin del boicot iraquí de bienes y servicios estadounidenses impuesto después de la victoria de Israel en 1967; Aunque los funcionarios de los Estados Unidos esperaban evitar un golpe de Estado, no hay indicios de ninguna respuesta iraquí a esta obertura. El 17 de julio, el Partido Ba'ath iraquí, dirigido por al-Bakr como primer ministro, Abd ar-Rahman al-Dawud como ministro de Defensa, y Abd ar-Razzaq an-Naif como ministro del Interior - tomó el poder en un golpe incruento, colocando a Arif en un avión a Londres. Al recordar el colapso del gobierno de coalición de corta duración en 1963, al-Bakr ordenó rápidamente que Naif (que no era un Baathista) fuera arrestado y exiliado el 30 de julio, consolidando el control del Partido Baath sobre Irak hasta la Invasión de Irak liderada por Estados Unidos en marzo de 2003]. Al Bakr fue entonces nombrado comandante en jefe del ejército.
El 2 de agosto, el ministro de Relaciones Exteriores iraquí, Abdul Karim Sheikhli, anunció que Irak buscará estrechos vínculos "con el campo socialista, en particular con la Unión Soviética y la República Popular China (China). A fines de noviembre, la embajada de los Estados Unidos en Beirut informó que Irak había liberado a muchos disidentes izquierdistas y comunistas, aunque "no había ninguna indicación ... se les había dado un papel importante en el régimen". Como el gobierno de Arif había firmado recientemente un importante acuerdo petrolero con los soviéticos, los rápidos intentos del Partido Ba'ath para mejorar las relaciones con Moscú no fueron un shock total para los políticos de Estados Unidos, pero "dieron un vistazo a una alianza estratégica que pronto surgirá." En diciembre, las tropas iraquíes con base en Jordania "fueron noticia internacional" cuando comenzaron a bombardear a los colonos israelíes en el valle del Jordán, lo que provocó una fuerte respuesta de la Fuerza Aérea israelí. al-Bakr afirmó que una "quinta columna de agentes de Israel y Estados Unidos estaba golpeando por detrás" y, el 14 de diciembre, el gobierno iraquí alegó que había descubierto "una red de espionaje israelí" conspirando para "provocar un cambio en el régimen iraquí "arrestó a docenas de individuos y finalmente ejecutó a 9 judíos iraquíes en enero de 1969. Los funcionarios estadounidenses consideraron que los cargos eran improbables, ya que los judíos iraquíes estaban" bajo vigilancia constante [y, por lo tanto,] serían pobres reclutas para cualquier red de espionaje o sabotaje israelí ". Contribuyendo a la creciente atmósfera de crisis, el Partido Ba'ath también intensificó el conflicto con Barzani al proporcionar ayuda a la facción kurda rival de Jalal Talabani. Desde el principio, los funcionarios de la administración de Johnson estaban preocupados por "qué tan radical" sería el gobierno Baathista, y John W. Foster del NSC pronosticó inmediatamente después del golpe que "el nuevo grupo &... será más difícil que su nuevo grupo". predecesores ", y aunque los EE. UU. temen inicialmente que el golpe hubiera sido apoyado por la secta" extremista "del Partido Ba'ath que tomó el control de Siria en 1966 rápidamente demostró ser infundado, por En el momento en que el presidente Johnson dejó el cargo hubo una creciente creencia "de que el Partido Ba'ath se estaba convirtiendo en un vehículo para la invasión soviética de la soberanía de Irak".

### Presunto apoyo de los Estados Unidos para el intento de golpe de Estado anti-Ba'athista de 1970
La administración Richard Nixon se enfrentó a una temprana crisis de la política exterior cuando Irak ejecutó públicamente a 9 judíos iraquíes a fines de enero de 1969. La administración de Nixon inicialmente trató de suspender las ejecuciones al convencer a los aliados estadounidenses con estrechos vínculos con Irak, como Francia, España, y India, para ejercer presión sobre el gobierno, pero los funcionarios iraquíes respondió "en términos inequívocos, para mantenerse al margen de los asuntos internos [de Irak]". Estados Unidos también instó al secretario general de la ONU U Thant a intervenir, pero no pudo influir en la decisión de Bagdad. El Secretario de Estado de Nixon, William P. Rogers, condenó las ejecuciones como "repugnantes a la conciencia del mundo", mientras que el embajador de Estados Unidos ante la ONU Charles Yost llevó el asunto a la ONU El Consejo de Seguridad, declarando que las acciones de Irak fueron "diseñadas para despertar emociones e intensificar la atmósfera explosiva de sospecha y hostilidad en el Medio Oriente". A principios de 1968, el Reino Unido había anunciado su intención de retirar sus fuerzas de "Este de Suez", incluida la región del Golfo Pérsico, lo que alarmó a los funcionarios estadounidenses e instó a la administración de Johnson a formular lo que se conoció como la "política del pilar gemelo" en que Estados Unidos apoyaría a Irán y a Arabia Saudita en sus esfuerzos por mantener la estabilidad del Golfo. La administración de Nixon en última instancia revisaría esta política centrándose en la construcción de Irán, luego gobernada por el viejo amigo de Nixon, Shah Mohammed Reza Pahlavi (en lo sucesivo, "el Shah"), como la potencia regional dominante. El Sha desconfiaba del gobierno baathista en Irak, que él consideraba un "grupo de matones y asesinos". Después de las acciones provocativas de Irak en enero de 1969, el Sha buscó "castigar" a Irak, y posiblemente obtener la soberanía parcial de Irán sobre la vía navegable Shatt al-Arab, sobre la cual un tratado de 1937 le había dado a Irak un control casi completo, a través de una serie de medidas coercitivas: a principios de marzo, organizó que los aliados kurdos de Irán atacaran las instalaciones de IPC alrededor de Kirkuk y Mosul, causando daños a Irak por millones de dólares; en abril, abrogó unilateralmente el tratado de 1937; y en enero de 1970, patrocinó un intento fallido de golpe de Estado contra el gobierno iraquí. El Shah sabía que la mayor parte del ejército iraquí estaba desplegado en Kurdistán, mientras que otras tres brigadas iraquíes estaban estacionadas en Jordania, por lo tanto, Irak no estaba en posición de tomar represalias, pero se ofreció a "cortar los suministros a los kurdos a cambio de concesiones en El Shatt, "rechazó una propuesta de Irak.
Las agresivas acciones del Shah convencieron a Irak de buscar el fin de la guerra kurda. A fines de diciembre de 1969, al-Bakr envió a su adjunto, Saddam Hussein a negociar directamente con Barzani y su ayudante cercano, el Dr. Mahmoud Othman. El Shah se indignó cuando se enteró de estas negociaciones y patrocinó un golpe de Estado contra el gobierno iraquí, que estaba programado para la noche del 20 al 21 de enero de 1970. Sin embargo, las fuerzas de seguridad de Irak tuvieron "grabaciones completas de la mayoría de las reuniones y entrevistas. eso ocurrió, "frustrando el plan, expulsando al embajador iraní en Irak y ejecutando" al menos 33 conspiradores "antes del 23 de enero. El 24 de enero, Irak anunció su apoyo a la autonomía kurda, y el 11 de marzo, Saddam y Barzani llegaron a un acuerdo (denominado "Acuerdo de marzo") para reconocer el carácter binacional de Irak  ... [y] permitir el establecimiento de una región autónoma del Kurdistán ", que se implementaría en marzo de 1974, aunque los funcionarios estadounidenses se mostraron escépticos de que el acuerdo resultara vinculante.
Hubo denuncias de participación estadounidense en el fallido intento de golpe de 1970, que involucró a una coalición de facciones iraquíes, incluidos opositores kurdos del Partido Ba'ath. Edmund Ghareeb afirmó que la CIA llegó a un acuerdo para ayudar a los kurdos a derrocar al gobierno iraquí en agosto de 1969, aunque hay poca evidencia para respaldar esta afirmación, y el oficial de la CIA a cargo de las operaciones en Irak y Siria en 1969 " negó cualquier participación de los Estados Unidos con los kurdos antes de 1972 ". El 15 de agosto, el empresario iraquí Loufti Obeidi informó al Departamento de Estado de la conspiración, pero se negó enérgicamente a brindar asistencia. El exiliado iraquí Sa'ad Jabr discutió la planificación del golpe de Estado con funcionarios de la embajada de los Estados Unidos en Beirut el 8 de diciembre; los funcionarios de la embajada reiteraron que Estados Unidos no podía involucrarse en la conspiración, aunque el 10 de diciembre el Departamento de Estado autorizó a la embajada a decirle a Jabr que "estaríamos preparados para considerar la pronta reanudación de las relaciones diplomáticas y ciertamente estaríamos dispuestos a cooperar dentro de los límites de la legislación vigente y nuestra política general "si el" nuevo gobierno resultó ser moderado y amistoso".

### Intervención Kurda, 1972–1975

Alexei Kosygin (izquierda) y Ahmed Hassan al-Bakr firmando el Tratado de Amistad y Cooperación Iraquí-Soviética en 1972

Tras el Acuerdo de marzo, los funcionarios iraníes e israelíes intentaron persuadir a la administración de Nixon de que el acuerdo era parte de un complot soviético para liberar a los militares de Irak para la agresión contra Irán e Israel, pero los funcionarios estadounidenses refutaron estas afirmaciones al señalar que Irak había se reanudó la purga de los miembros de la ICP el 23 de marzo de 1970, y el hecho de que Saddam recibió una recepción "fría" durante su visita a Moscú del 4 al 12 de agosto, durante la cual solicitó el aplazamiento de la considerable deuda externa de Irak. Las relaciones iraquí-soviéticas mejoraron rápidamente a fines de 1971 en respuesta a la deteriorada alianza de la Unión Soviética con el líder egipcio Anwar Sadat, quien sucedió a Gamal Abdel Nasser luego de la muerte de Nasser el 28 de septiembre de 1970. Sin embargo, incluso después de que Irak firmó un acuerdo secreto de armas con los soviéticos en septiembre de 1971, que se finalizó durante el viaje de diciembre del ministro de Defensa Andrei Grechko soviético a Bagdad y "llevó el total de la ayuda militar soviética a Irak por encima del Nivel de $ 750 millones", el Departamento de Estado se mostró escéptico de que Irak representara una amenaza para Irán. El 9 de abril de 1972, el primer ministro soviético Alexei Kosygin firmó "un tratado de amistad y cooperación de 15 años" con al-Bakr, pero los funcionarios de EE. UU. No se vieron "perturbados" por este hecho, porque, según el Personal del NSC, no fue "sorprendente o repentino, sino más bien una culminación de las relaciones existentes".
Se ha sugerido que Nixon estuvo inicialmente preocupado por continuar su política de détente con la Unión Soviética y con la Cumbre de Moscú de mayo de 1972 (Cumbre de Moscú (1972)), pero más tarde trató de mitigar las preocupaciones del Shah sobre Irak durante su viaje del 30 al 31 de mayo a Teherán. En una reunión del 31 de mayo con el Shah, Nixon prometió que Estados Unidos "no defraudaría a [sus] amigos", prometiendo proporcionar a Irán armas sofisticadas ("incluyendo F-14s) y F-15s) para contrarrestar el acuerdo de la Unión Soviética de vender aviones Mig-23 en Irak. De acuerdo con el Asesor de Seguridad Nacional de Nixon y luego con el Secretario de Estado [Henry Kissinger], y numerosos académicos, Nixon también aceptó una operación encubierta para ayudar a los rebeldes kurdos de Barzani mientras estaban en Teherán. (Barzani había reanudado su alianza con Irán e Israel después de un intento de asesinato en diciembre de 1970 contra su hijo Idris, del cual era responsable el Partido Ba'ath.) Sin embargo, no hay registro oficial de que esto ocurrió, con el único registro de que Nixon aprobó la operación como un memorando del 1 de agosto de Kissinger a los directores de 40 Comité. Por lo tanto, es plausible que dos factores adicionales finalmente convencieron a Nixon para aprobar la operación, a pesar de la oposición generalizada a apoyar a los kurdos dentro del Departamento de Estado y la CIA: la completa nacionalización del IPC por parte de Irak el 1 de junio, después de que Irak comenzó a exportar petróleo de North Rumaila a la Unión Soviética en abril; y la retirada del 18 de julio de 15,000 efectivos militares soviéticos de Egipto, que el diputado de Kissinger, el General Alexander Haig, Jr., predijo que el 28 de julio "probablemente dará como resultado esfuerzos soviéticos más intensos en Irak".
Desde octubre de 1972 hasta el abrupto final de la intervención kurda después de marzo de 1975, la CIA "proporcionó a los kurdos casi $ 20 millones en asistencia", incluidas 1,250 toneladas de armamento no atribuible. El objetivo principal de los responsables políticos de los Estados Unidos era aumentar la capacidad de los kurdos para negociar un acuerdo de autonomía razonable con el gobierno de Irak. Para justificar la operación, los funcionarios de EE. UU. Citaron el apoyo de Irak para terrorismo y sus repetidas amenazas contra los estados vecinos, incluido Irán (donde Irak apoyó a Balochistán y los separatistas árabes contra el Shah) y Kuwait (Irak lanzó un ataque no provocado en un puesto fronterizo de Kuwait y reclamó las islas kuwaitíes de Warbah y Bubiyan en mayo de 1973), con Haig comentando: "Allí "No cabe duda de que nos interesa a nosotros mismos, a nuestros aliados y a otros gobiernos amigos en el área ver que el régimen de Ba'thi en Irak se mantenga desequilibrado y, si es posible, derrocado". Después de la renuncia de Nixon en agosto de 1974, el presidente Gerald Ford fue informado sobre la intervención kurda con base en "necesidad de saber", dejando a Kissinger, exdirector de la CIA y embajador en Irán Richard Helms, Arthur Callahan (jefe de la Estación de la CIA en Teherán), y diputado de Callahan, para implementar la política de los Estados Unidos. Para evitar fugas, el Departamento de Estado no fue informado de la operación. De hecho, el Departamento de Estado había enviado a Arthur Lowrie para establecer una Sección de Intereses de los Estados Unidos en Bagdad poco antes de la decisión de Nixon de apoyar a los kurdos; La Sección de Intereses se inauguró oficialmente el 1 de octubre de 1972. Lowrie advirtió repetidamente que había una lucha de poder entre los moderados y los extremistas dentro del Partido Ba'ath iraquí, y que la postura agresiva del Shah hacia Irak, combinada con la creencia del Partido Ba'ath de que los Estados Unidos buscaban derrocarlo, empoderó a los extremistas mientras obligando a Irak a volverse hacia la Unión Soviética para el reabastecimiento de armas. Helms y la CIA rechazaron el análisis de Lowrie y su propuesta de que los EE. UU. Intenten mejorar las relaciones con Irak, y Helms afirma que "[Somos] francamente escépticos de que en la práctica podríamos ayudar a los moderados sin construir nuestros enemigos extremistas". La CIA fue más allá y produjo un informe que advirtió que "el nivel de violencia política es muy alto ... Esta no es una situación feliz ni un gobierno feliz con el que Estados Unidos trate de hacer negocios". Después de un intento fallido de golpe de Estado el 30 de junio de 1973, Saddam consolidó el control sobre Irak e hizo varios gestos positivos hacia Estados Unidos y Occidente, como negarse a participar en el embargo de petróleo liderado por Arabia Saudita después de la guerra de Yom Kipur, pero estas acciones fueron ampliamente ignoradas en Washington.
El 11 de marzo de 1974, el gobierno iraquí le dio a Barzani 15 días para que aceptara una nueva ley de autonomía, que "no llegó a cumplir lo que el régimen había prometido a los kurdos en 1970, incluidas las demandas de larga duración como una parte proporcional de los ingresos del petróleo y el La inclusión de la ciudad de Kirkuk, rica en petróleo y culturalmente significativa, en la región autónoma "y" le dio al régimen un veto sobre cualquier legislación kurda ". Barzani dejó transcurrir el plazo, lo que provocó el estallido de la Segunda Guerra Iraquí-Kurda en abril. Aunque la CIA había almacenado "900.000 libras de armas pequeñas y municiones no atribuibles" para prepararse para esta contingencia, los kurdos se encontraban en una posición débil debido a su falta de armas antiaéreas y antitanques. Además, los asesores soviéticos contribuyeron a un cambio en las tácticas de Irak que alteraron de manera decisiva la trayectoria de la guerra, permitiendo que el ejército iraquí finalmente lograra ganancias constantes contra los kurdos, donde había fracasado en el pasado. Para evitar un colapso de la resistencia kurda, Kissinger negoció un acuerdo con Israel para proporcionarles a los kurdos $ 28 millones en armamento pesado, pero toda la asistencia terminó repentinamente poco después de que Shah y Saddam se abrazaron el uno al otro en una conferencia de prensa en Argel el 6 de marzo de 1975: Saddam aceptó una concesión en la frontera del canal de Shatt al-Arab a cambio de un fin a "toda infiltración subversiva de ambos lados". La participación abiertamente iraní necesaria para evitar una derrota kurda, incluida la presencia de soldados iraníes vestidos con uniformes kurdos, que participaron en el combate durante 10 días seguidos, lo que aumenta la posibilidad de que una mayor escalada pueda "abrir guerra "entre Irán e Irak, combinada con las garantías de los líderes árabes, incluidos Sadat, el Rey Hussein de Jordania y Argelia Houari Boumédiène de que" Saddam Hussein estaba listo para sacar a Irak de [La] órbita soviética, si Irán quitaba la [revuelta kurda] que los obligaba a tomar los brazos de los soviéticos ", también ayudó a convencer al Sha de que era necesario y deseable un acuerdo con Irak. Posteriormente, más de 100.000 kurdos huyeron a Irán, mientras que el gobierno iraquí consolidó brutalmente su control sobre el Kurdistán iraquí, destruyendo hasta 1400 aldeas para 1978, encarcelando a 600,000 kurdos en campos de reasentamiento, y finalmente la campaña de genocidio contra los kurdos en 1988.
Una Investigación del Congreso filtrada liderada por Otis Pike y un artículo del 4 de febrero de 1976 de New York Times escrito por William Safire han influido fuertemente en los estudios posteriores sobre la conducta de la intervención kurda. Como resultado, existe la creencia generalizada de que los funcionarios estadounidenses empujaron a Barzani a rechazar la oferta inicial de autonomía del gobierno iraquí, aceptaron cínicamente "vender" a los kurdos a pedido del Shah, se negaron a proporcionar asistencia humanitaria a los refugiados kurdos y fracasaron para responder a "una carta desgarradora", Barzani envió a Kissinger el 10 de marzo de 1975, en la que declaró: "Nuestro movimiento y nuestra gente están siendo destruidos de una manera increíble con el silencio de todos". De hecho, los documentos desclasificados revelan que los funcionarios estadounidenses advirtieron a Barzani contra su propuesta de declarar su autonomía de manera unilateral, ya que sabían que eso provocaría al gobierno iraquí, aun cuando el objetivo de dividir permanentemente a Irak y mantener un gobierno autónomo kurdo requeriría recursos masivos irreconciliables con negación plausible. Sin embargo, Barzani nunca podría haber aceptado la "ley de autonomía diluida" de Irak, ya que era inconsistente con los términos del Acuerdo de marzo e ignoró las demandas kurdas pendientes. La "venta masiva" de Shah cegó a los funcionarios estadounidenses e israelíes, así como a sus propios asesores; Kissinger había presionado personalmente al Shah para que no llegara a ningún acuerdo con Irak, y cuestionó la lógica de "intercambiar un valioso activo coercitivo ... por una modesta concesión fronteriza". Los Estados Unidos proporcionaron $ 1 millón en ayuda a los refugiados kurdos y, el 17 de marzo, Kissinger respondió a la carta de Barzani: "Podemos entender que las difíciles decisiones que enfrentan los kurdos ahora son motivo de profunda angustia para ellos. Tenemos una gran admiración por el coraje y la dignidad con que esas personas han enfrentado muchas pruebas, y nuestras oraciones están con ellos ". Sin Irán ni Turquía dispuestos a permitir que su territorio se use para apoyar a los kurdos, los EE. UU. e Israel se vieron obligados a abandonar su ayuda. Según Bryan R. Gibson, "The Pike Report ignoró verdades inconvenientes; citas mal atribuidas; acusó falsamente a Estados Unidos de no proporcionar a los kurdos asistencia humanitaria; y, finalmente, afirmó que Kissinger no había respondido a la trágica declaración de Barzani, cuando estaba el hecho de que él ... Este no era el "caso de libro de texto de traición y farsa" que el Informe Pike había llevado a muchas personas a creer ". Gibson admite que la participación de los Estados Unidos fue autosuficiente y "avanzada los intereses de la Guerra Fría de Estados Unidos, aunque no totalmente a expensas de los kurdos". Joost Hiltermann ofrece un análisis contrastante: "La exoneración no debería quedar descalificada. Kissinger se preocupó por los kurdos solo en la medida en que podrían ser utilizados para perseguir los intereses de los Estados Unidos, y seguramente los habría abandonado antes o luego."

### Guerra entre Irán e Irak y la reanudación de relaciones diplomáticas
Aunque el interés de los iraquíes en la experiencia técnica estadounidense era fuerte, antes de 1980, el gobierno no parecía estar seriamente interesado en restablecer las relaciones diplomáticas con los Estados Unidos. El Partido Ba'ath consideró los esfuerzos de Estados Unidos para lograr acuerdos interinos "paso a paso" entre Israel y países árabes y el proceso diplomático que llevó a los Acuerdos de Camp David  como intentos calculados de perpetuar la desunión árabe. En consecuencia, Irak tomó un papel de liderazgo en la organización de la oposición árabe a las iniciativas diplomáticas de los Estados Unidos. Después de que Egipto firmara un Tratado de paz entre Egipto e Israel en 1979, Irak logró que los miembros de la Liga de los Estados Árabes ([Liga Árabe]) votaran por unanimidad la expulsión de Egipto. de la organización.
Una revisión de miles de documentos gubernamentales desclasificados y entrevistas con expolíticos de Estados Unidos muestra que Estados Unidos proporcionó inteligencia y apoyo logístico, que desempeñó un papel en el armado de Irak durante la guerra entre Irán e Irak. Bajo las administraciones Ronald Reagan y George HW Bush, EE. UU. Autorizó la venta a Irak de numerosas tecnología de doble uso (artículos con aplicaciones tanto militares como civiles), incluidos los productos químicos que pueden ser utilizado en la fabricación de pesticidas o armas químicas y virus y bacterias vivos, como ántrax y peste bubónica utilizados en medicina y en la fabricación de vacunas o en armas para uso en armas biológicas.
Un informe del Comité del Senado de los Estados Unidos sobre Bancos, Vivienda y Asuntos Urbanos concluyó que bajo las sucesivas administraciones presidenciales, Estados Unidos vendió materiales como el ántrax y el botulismo a Irak hasta marzo de 1992. El presidente del comité del Senado, Don Riegle, dijo: "La rama ejecutiva de nuestro gobierno aprobó 771 licencias de exportación diferentes para la venta de tecnología de doble uso a Irak. Creo que es un récord devastador". Según varios exfuncionarios, los departamentos de Estado y Comercio promovieron el comercio de dichos artículos como una forma de impulsar las exportaciones de los Estados Unidos y adquirir influencia política sobre Saddam.
Las relaciones entre los EE. UU. e Irak fueron tensas por el asunto Irán-Contra.
Los EE. UU. proporcionaron asistencia crítica para la planificación de la batalla en un momento en que las agencias de inteligencia de los EE. UU. Sabían que los comandantes iraquíes emplearían armas químicas para librar la guerra, según oficiales militares superiores con conocimiento directo del programa. Los Estados Unidos llevaron a cabo este programa secreto en un momento en que el Secretario de Estado George P. Shultz, el Secretario de Defensa de los Estados Unidos Frank C. Carlucci y el Asesor General de Seguridad Nacional Colin L. Powell condenó públicamente a Irak por su uso de gas venenoso, especialmente después de que Irak atacó a los aldeanos [de los [kurdos | kurdos]] en Halabja en marzo de 1988. Los funcionarios estadounidenses condenaron públicamente el empleo de gas mostaza en Irak, sarin, VX y otros agentes venenosos, pero sesenta agentes [de la Agencia de Inteligencia de Defensa]] proporcionaron secretamente información detallada sobre los despliegues de Irán, la planificación táctica para las batallas, los planes para ataques aéreos y evaluaciones de daños causados por bombas en Irak. Desde hace tiempo se sabe que los EE. UU. Proporcionaron asistencia de inteligencia, como la fotografía satelital, al régimen de Saddam. Carlucci dijo: "Entiendo que lo que se proporcionó" a Irak "fue un orden general de información de batalla, no inteligencia operacional". "Desde luego, no tengo conocimiento de la participación de los EE. UU. En la preparación de los paquetes de batalla y ataque", dijo, "y dudo mucho que eso haya ocurrido". "Estuve de acuerdo en que Irak no debería perder la guerra, pero ciertamente no tenía conocimiento previo de su uso de armas químicas". El secretario de Estado Powell, a través de un portavoz, dijo que la descripción del programa por parte de los oficiales estaba "totalmente equivocada", pero se negó a discutirlo. Su adjunto, Richard L. Armitage, un alto funcionario de defensa en ese momento, usó una táctica transmitida a través de un portavoz para indicar su negativa a que Estados Unidos aceptara el uso de armas químicas.
La preocupación por la Revolución Islámica de 1979 en Irán y por la invasión soviética de Afganistán incitó a Irak a reexaminar seriamente la naturaleza de su relación con los Estados Unidos. Este proceso llevó a un calentamiento gradual de las relaciones entre los dos países. En 1981, Irak y los Estados Unidos participaron en conversaciones oficiales de bajo nivel sobre asuntos de interés mutuo, como el comercio y la seguridad regional. En 1982, los Estados Unidos extendieron créditos a Irak para la compra de productos agrícolas estadounidenses, la primera vez que esto se hizo desde 1967. Más significativo, en 1983 el gobierno baathista recibió a un enviado especial de los Estados Unidos para el Medio Oriente, el estadounidense de mayor rango. oficial para visitar Bagdad en más de dieciséis años. En una candidatura de los Estados Unidos para abrir relaciones diplomáticas plenas con Irak, el país fue eliminado de la lista de Estados Unidos de Patrocinadores estatales del terrorismo. Aparentemente, esto se debió a una mejora en el historial del régimen, aunque el exsecretario adjunto de Defensa de los Estados Unidos, Noel Koch, declaró más tarde: "Nadie tenía dudas acerca de la participación continua de los iraquíes en el terrorismo ... La verdadera razón era ayudar. Ellos triunfan en la guerra contra Irán". En 1984, cuando Estados Unidos inauguró "Operación Estrechadora" para detener el envío de armas a Irán por parte de terceros países, no se intentó un embargo similar contra Irak porque Irak había expresado su deseo de negociar el fin de la guerra. Todas estas iniciativas prepararon el terreno para que Irak y los Estados Unidos restablecieran las relaciones diplomáticas en noviembre de 1984. Irak fue el último de los países árabes en reanudar las relaciones diplomáticas con los Estados Unidos.
A principios de 1988, las relaciones de Irak con los Estados Unidos fueron generalmente cordiales. La relación se había tensado a fines de 1986 cuando se reveló que Estados Unidos había vendido armas en secreto a Irán durante 1985 y 1986, y se produjo una crisis en mayo de 1987 cuando un piloto iraquí incidente del USS Stark bombardeó un naval estadounidense en el Golfo Pérsico, un barco que erróneamente pensó que estaba involucrado en el comercio relacionado con Irán. Sin embargo, los dos países habían superado estos problemas a mediados de 1987. Aunque persistían las sospechas sobre Estados Unidos, Irak acogió con satisfacción una mayor presión diplomática y militar estadounidense, aunque sea indirecta, para intentar poner fin a la guerra con Irán. En su mayor parte, el gobierno iraquí creía que Estados Unidos apoyaba su posición de que la guerra se estaba prolongando solo debido a la intransigencia iraní.

### Guerra del Golfo y crisis de desarme de Irak

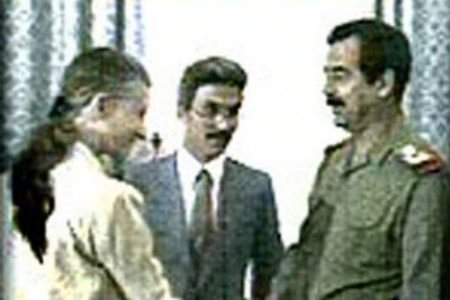
April Glaspie se encuentra con Saddam para una reunión de emergencia.

El 25 de julio de 1990 luego de Saddam Hussein, Saddam se reunió con el embajador de los Estados Unidos en Bagdad, Glasgie Abril, en uno de los últimos contactos de alto nivel entre los dos gobiernos. antes de la invasión iraquí de Kuwait el 2 de agosto, funcionarios del gobierno iraquí publicaron una transcripción de la reunión, que también incluyó al ministro de Relaciones Exteriores iraquí, Tariq Aziz. Se envió una copia a The New York Times por ABC News, que se tradujo del árabe. El Departamento de Estado de EE. UU. Se ha negado a comentar sobre su exactitud.
Se cita a Glaspie diciendo a Saddam:
Recibo instrucciones directas del Presidente para buscar mejores relaciones con Irak ... Sé que necesita fondos. Entendemos eso y nuestra opinión es que debe tener la oportunidad de reconstruir su país. Pero no tenemos una opinión sobre los conflictos árabe-árabes, como su desacuerdo fronterizo con Kuwait. Estuve en la Embajada de los Estados Unidos en Kuwait a fines de los años 60 [durante otro conflicto fronterizo entre Irak y Kuwait]. La instrucción que tuvimos durante este período fue que no deberíamos expresar ninguna opinión sobre este tema y que el tema no está asociado con Estados Unidos. James Baker ha ordenado a nuestros portavoces oficiales que enfaticen esta instrucción. Esperamos que pueda resolver este problema usando cualquier método adecuado a través de Klibi o del Presidente Mubarak. Todo lo que esperamos es que estos problemas se resuelvan rápidamente ... Francamente, solo podemos ver que ha desplegado tropas masivas en el sur. Normalmente eso no sería de nuestro incumbencia. Pero cuando esto sucede en el contexto de lo que usted dijo en su día nacional, cuando leemos los detalles en las dos cartas del Ministro de Relaciones Exteriores, cuando vemos el punto de vista iraquí de que las medidas tomadas por la U.A.E. y Kuwait es, en el análisis final, paralelo a la agresión militar contra Irak, entonces sería razonable para mi estar preocupado. Y por esta razón, recibí una instrucción para preguntarte, con espíritu de amistad, no con espíritu de confrontación, sobre tus intenciones.
Sin embargo, Tariq Aziz le dijo a PBS  Frontline  en 1996 que el liderazgo iraquí no estaba bajo "ilusión" sobre la posible respuesta de Estados Unidos a la invasión iraquí : "Ella [Glaspie] no nos dijo nada extraño. No nos dijo en el sentido de que llegamos a la conclusión de que los estadounidenses no tomarán represalias. Eso fue una tontería, ya ves. Era absurdo pensar que los estadounidenses no atacarían nosotros." Y en una segunda entrevista de 2000 con el mismo programa de televisión, Aziz dijo:
No hubo señales mixtas. No debemos olvidar que todo el período anterior al 2 de agosto fue testigo de una política estadounidense negativa hacia Irak. Por lo tanto, sería bastante tonto pensar que, si vamos a Kuwait, a los Estados Unidos les gustaría eso. Porque la tendencia americana ... era desatar a Irak. Entonces, ¿cómo podríamos imaginar que un paso así sería apreciado por los estadounidenses? Parece una tontería, ya ves, esto es ficción. Acerca de la reunión con April Glaspie, fue una reunión de rutina. No había nada extraordinario en ello. Ella no dijo nada extraordinario más allá de lo que cualquier diplomático profesional diría sin instrucciones previas de su gobierno. Ella no pidió audiencia con el presidente. Fue convocada por el presidente. Me llamó y me dijo: "Traiga al embajador estadounidense. Quiero verla". No estaba preparada, porque no era de mañana en Washington. La gente en Washington estaba dormida, por lo que ella necesitaba media hora para ponerse en contacto con alguien en Washington y buscar instrucciones. Entonces, lo que dijo eran comentarios clásicos y rutinarios sobre lo que el presidente le estaba pidiendo que transmitiera al presidente Bush. Quería que ella le llevara un mensaje a George Bush, no que recibiera un mensaje a través de ella desde Washington.
El alto el fuego guerra del Golfo se negoció en Safwan, Irak, el 1 de marzo de 1991, que entró en vigor el 11 de abril de 1991.
According to former U.S. intelligence officials interviewed by The New York Times, the CIA indirectly supported a bomb and sabotage campaign between 1992 and 1995 in Irak conducted by the Iraqi National Accord insurgents, led by Iyad Allawi. The campaign had no apparent effect in toppling Saddam's rule, Pero la CIA también participó en un fallido golpe de Estado de 1996 contra Saddam.
- y en octubre de 1998, el cambio de régimen se convirtió en la política oficial de los Estados Unidos con la promulgación de la "Ley de Liberación de Irak".
Como resultado de la guerra, Irak y los Estados Unidos rompieron las relaciones diplomáticas por segunda vez. De 1990 a 2003, Argelia sirvió como poder de protección de Irak en Washington, mientras que Polonia sirvió como poder de protección para los Estados Unidos en Bagdad. Las relaciones diplomáticas no se restablecerían hasta que Estados Unidos derrocara a Saddam Hussein en 2003 y estableciera un gobierno alineado con Estados Unidos.

### 2003 invasión de Irak

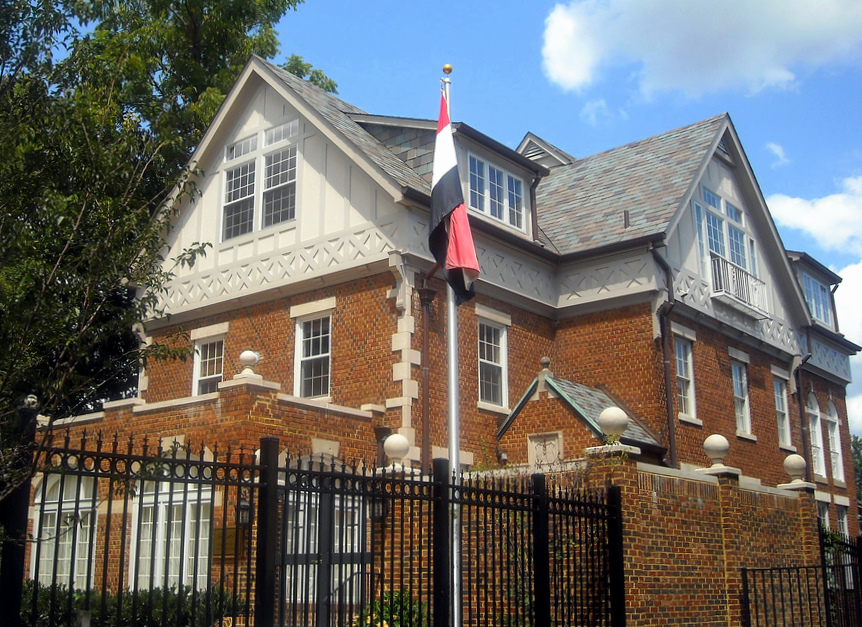
Embajada de Irak en Washington D. C..

Después de la Resolución del Consejo de Seguridad de las Naciones Unidas 687 y la posterior inspectores de armas de la ONU dentro de Irak hubo un período de bajo nivel hostilidades entre Irak y la coalición liderada por Estados Unidos desde 1991.
A fines de 2001 la administración de Bush comenzó a presionar activamente por la intervención militar en Irak. La principal racionalización se articuló mediante una resolución conjunta del Congreso de los Estados Unidos conocida como Resolución de Irak, declarando que la intención era eliminar "un régimen que desarrolló y usó armas de destrucción masiva, que albergaba y apoyaba a los terroristas, cometió escandalosas violaciones de los derechos humanos y desafió las justas demandas de Las Naciones Unidas y el mundo".
En el período previo a la invasión, los EE. UU. destacaron el argumento de que Saddam Hussein se estaba desarrollando armas de destrucción masiva y que, por lo tanto, presentaba una amenaza para sus vecinos y para la comunidad mundial. A lo largo de finales de 2001, 2002 y principios de 2003, la Administración Bush trabajó para construir un caso para invadir Irak, que culminó en el discurso de 2003 de [Secretario de Estado de los Estados Unidos Colin Powell al Consejo de Seguridad.
Las acusaciones de evidencia defectuosa y supuestas razones cambiantes se convirtieron en el punto focal de los críticos de la guerra, quienes acusan a la Administración de Bush de inventar a propósito pruebas para justificar una invasión que había planeado lanzar durante mucho tiempo.
La invasión comenzó el 20 de marzo de 2003, con los Estados Unidos, unidos por el Reino Unido y varios aliados de la coalición, lanzando una campaña de bombardeo "Shock y pavor". Las fuerzas iraquíes fueron rápidamente abrumadas cuando las fuerzas de los Estados Unidos barrieron el país. La invasión llevó al colapso del Irak baazista; Saddam fue capturado durante Operación Amanecer Rojo en diciembre de ese mismo año y ejecutada por un tribunal militar tres años después.
Sin embargo, el vacío de poder tras la desaparición de Saddam y la mala gestión de la ocupación llevó a la generalizada violencia sectaria entre Chiismo y sunismo, así como una insurgencia prolongada contra los EE. UU. y las fuerzas de la coalición. Los Estados Unidos respondieron con un aumento de tropas en 2007 para intentar reducir la violencia.
Poco después de la invasión, la Agencia Central de Inteligencia, la Agencia de Inteligencia de la Defensa y otras agencias de inteligencia desacreditaron ampliamente la evidencia relacionada con las armas iraquíes, así como los enlaces a Al-Qaeda, y en este punto las administraciones de Bush y Blair comenzaron a cambiar a razones secundarias para la guerra, como el historial de derechos humanos del gobierno de Hussein y la promoción de la democracia en Irak.
El Secretario General de la ONU Kofi Annan describió la guerra como ilegal, y dijo en una entrevista en septiembre de 2004 que "no estaba en conformidad con el Consejo de Seguridad".
Los EE. UU. comenzaron a retirar sus tropas en el invierno de 2007–08. La reducción de la participación de los Estados Unidos en Irak se aceleró bajo la presidencia Barack Obama. Los Estados Unidos retiraron formalmente todas las tropas de combate de Irak para diciembre de 2011.

### Estatus actual

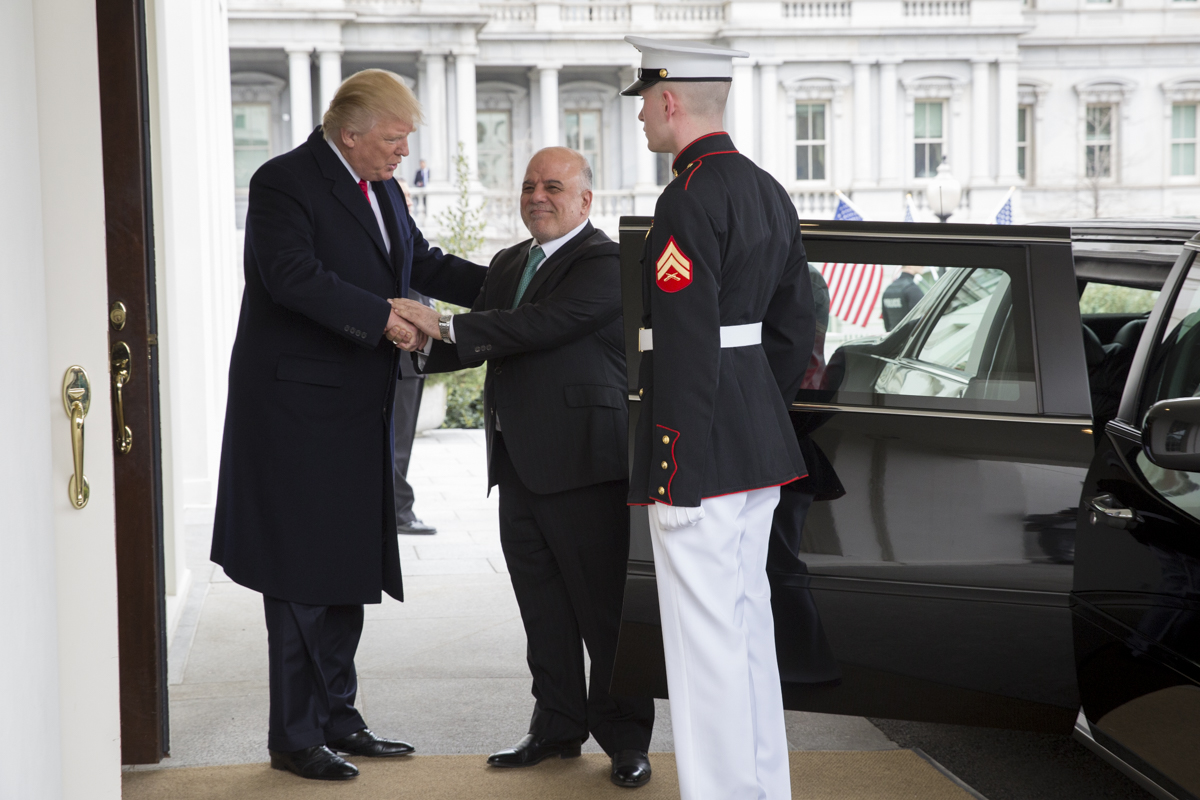
El presidente de los Estados Unidos Donald Trump da la bienvenida al primer ministro iraquí Haider al-Abadi en la Casa Blanca

Debido a los papeles primordiales asumidos por los Estados Unidos y el Reino Unido al destituir a Saddam y al establecer gobiernos interinos para reemplazar a su régimen, se espera que las relaciones de Irak con esos países, particularmente los Estados Unidos, sigan siendo importantes en el futuro previsible.
La insurgencia iraquí, más tarde conocida como la crisis de Irak, se intensificó después de la retirada de las tropas estadounidenses en 2011, lo que resultó en un conflicto violento con el gobierno central, así como en una violencia sectaria entre los grupos religiosos iraquíes. Esto se convirtió en una guerra civil con la conquista de Fallujah y Mosul y áreas importantes en Irak del norte por el Estado Islámico de Irak y el Levante (ISIL, también conocido como ISIS). Esto ha resultado en ataques aéreos de Irán, Siria y otros países - incluyendo los Estados Unidos
En enero de 2017, el presidente de los Estados Unidos Donald Trump emitió una orden ejecutiva que prohibía la entrada de todos los ciudadanos iraquíes, así como a los ciudadanos de otros seis países. Después de fuertes críticas y protestas públicas, así como de demandas contra la orden ejecutiva, Trump relajó un poco las restricciones de viaje y eliminó a Irak de la lista de países que no ingresaron en marzo de 2017.